# Basílica de Santa Ana (Willemstad)
La basílica de Santa Ana (en papiamento: Basilika Santa Ana; en neerlandés: Basiliek Santa Ana) es una iglesia católica declarada basílica menor y al mismo tiempo concatedral de la diócesis católica de Willemstad (Dioecesis Gulielmopolitana) en la isla de Curazao en el Caribe, frente a la costa de Venezuela. La catedral principal es la de Nuestra Señora la Reina del Santísimo Rosario de la misma ciudad.
Fue construida entre 1734 y 1752 en el sector de Otrabanda y recibió su actual estatus basilical en 1975 por decisión del papa Pablo VI. Previamente entre 1843 y 1958 ostentó el título de procatedral también otorgado por la Santa Sede. Sigue el rito romano y se trata de una de las basílicas más pequeñas del mundo.
Es Patrimonio de la Humanidad de la Unesco desde 1997 cuando fue registrada como parte de la Zona histórica de Willemstad, centro de la ciudad y puerto (Antillas Neerlandesas).